# 2006 SL371
2006 SL371, também escrito como 2006 SL371, é um objeto transnetuniano que está localizado no Cinturão de Kuiper, uma região do Sistema Solar. Ele possui uma magnitude absoluta de 7,7 e tem um diâmetro estimado com 127 km.

## Descoberta
2006 SL371 foi descoberto no dia 27 de setembro de 2006 pelos astrônomos A. C. Becker, A. W. Puckett e J. Kubica.

## Órbita
A órbita de 2006 SL371 tem uma excentricidade de 0,260 e possui um semieixo maior de 47,612 UA. O seu periélio leva o mesmo a uma distância de 35,237 UA em relação ao Sol e seu afélio a 59,988 UA.